# Urua

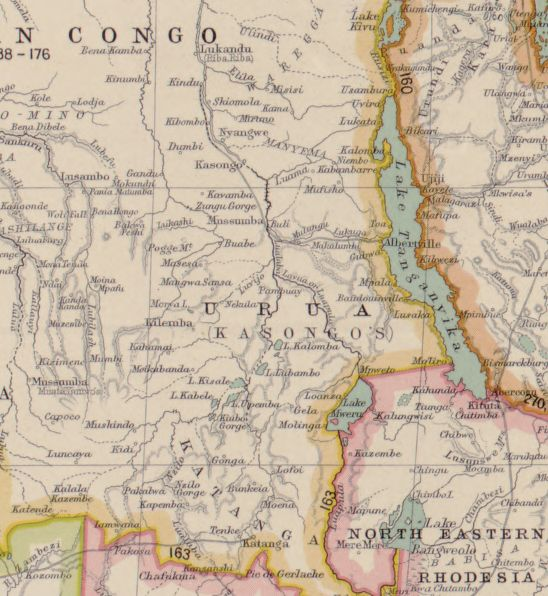
Karte der Region um 1900

Urua war ein Königreich der Luba im Südosten der heutigen Demokratischen Republik Kongo.
Es wurde vom 6° südlicher Breite durchschnitten und im Westen vom Luvua (Luapula), dem Oberlauf des Eongo, im Osten vom Tanganjikasee begrenzt. Dieses Reich der Luba soll der Überlieferung nach im 16. Jahrhundert von Ilonga Mbili begründet worden sein. 
Es war an flächenmäßiger Ausdehnung etwa Großbritannien gleich und besaß große landschaftliche Schönheiten, dazu eine Fülle von Bodenprodukten, welche die Händler von der Ost- wie von der Westküste anzogen. Elfenbein, Kupfer und Sklaven waren die Hauptausfuhrprodukte. Der Herrscher über die meisten Distrikte von Urua war in den 1870er Jahren ein König namens Kasongo. Berühmt im ganzen südlichen Afrika waren die unterirdischen Wohnungen Uruas, die nach den Angaben des britischen Forschungsreisenden Verney Lovett Cameron, der sich Ende 1875 längere Zeit in Urua aufhielt, zu Mkanna am Lusira (9° südl. Br.) lagen und selbst unter diesem Flusse sich hinzogen. Hoch und trocken, wurden sie von natürlichen Säulen und Bogen aus weißem Stein (Stalaktiten) getragen; kleine Bäche durchrannen sie, und es hatten sich dort viele der Bewohner – Warua genannt – mit ihren Ziegen angesiedelt.
Die Art und Weise wie dieses Reich organisiert war, glich teilweise der des Himareiches in Uganda: Eine regelrechte Hauptstadt existierte nicht, da der König jeweils frei einen neuen Sitz für seinen Hof wählte und dabei in der Gestaltung seines Hauses sich nicht über die der übrigen Bevölkerung erhob.
Ende des 19. Jahrhunderts wurde diese Dynastie durch belgische Truppen vertrieben und Urua in Belgisch-Kongo eingegliedert. Eine Liste der Könige ist dennoch überliefert.